# Kovrdžava igličarka
Kovrdžava igličarka (lat. Hericium coralloides) gljiva je koja pripada hidnoidnoj grupi gljiva, čija plodna tela izgledom podsećaju na ježevicu. Naziv Hericium coralloides potiče od reči Hericius što znači jež, i corall što znači koral. Ona izgledom i podseća na bodljikavi koral. Njen narodni naziv jeste bukova glava. U literaturi je opisivana kao jedna od najlepših vrsta gljiva. 
Raste kao saprob na trulim ostacima (panjevima) listopadnog drveća i to najčešće na bukvi. Veoma je retka vrsta gljive i u Rebublici Srbiji predstavlja strogo zašićenu vrstu prema Pravilniku o proglašenju strogo zaštićenih i zaštičenih divljih vrsta biljaka, životinja i gljiva.

## Opis plodnog tela
Prečnika je do 30 cm, sastoji se od zajedničke osnove sa više razgranatih nastavaka, koji se završavaju bodljama nepravilno raspoređenim u svim pravcima, različite dužine i debljine. Mlado plodno telo je beličasto, a starenjem dobija ružičasto-smeđe tonove. Meso je krhko, beličasto, starenjem tamni u žućkaste i braonkaste tonove. Nema izražen ukus i miris. 

## Mikroskopija
Spore eliptične do okruglaste, amiloidne, tačkasto ornamentisane. Veličine 6−7 cm × 5,5−6µm

## Slične vrste
Morfološki se teško razlikuje od Hericium clathroides ali se jasno razlikuju po staništu (četinarske šume) i mikroskopskim osobinama.

## Galerija
- Hericium coralloides
- Hericium coralloides
- Hericium coralloides
- Hericium coralloides

## Literatura
- https://web.archive.org/web/20171201031246/http://www.arkive.org/coral-tooth/hericium-coralloides/
- http://www.messiah.edu/Oakes/fungi_on_wood/teeth%20and%20spine/species%20pages/Hericium%20coralloides.htm
- http://www.mushroomexpert.com/hericium_coralloides.html